# فينوس ضد الفيروس
فينوس ضد الفايروس (باليابانية : ヴィーナス ヴァーサス ヴァイアラス بالروماجية : Vīnasu Vāsasu Vaiarasu، نقرحة : فيناسو فاساسو فايالاسو)هي سلسلة مانغا وأنمي يابانية من تأليف المانغاكا أتسوشي سوزومي و تم نشرها لأول مرة في 27 يونيو 2005 في مجلة الشونين مانغا التابعة لشركة آكسي ميديا وركس دينجيكي كوميك جاو ! . توقفت مجلة دينجكي كوميك غاو ! عن نشر السلسلة في 27 فبراير 2008 بسبب توقف نشر المجلة ، لكن شركة آكسي ميديا وركس عن أستمرار نشر المانغا في مجلة دينجيكي دايوه في الفترة بين 21 مارس 2008 حتى 26 يوليو 2008 . تم إصدار 8 مجلدات تانكوبون في اليابان. تم ترخيص المانغا باللغة الإنجليزية من قبل شركة سيفين سيز انترنينمنت في أمريكا الشمالية و البلدان الناطقة بالإنجليزية . تم إصدار المجلد الأول في يوليو 2007. لاحقًا ، تم إنشاء قرص مضغوط درامي استنادًا إلى سلسلة المانجا في أكتوبر 2006. و منذ ذلك الحين تم تحويل المسلسل إلى أنمي من إنتاج ستوديو هيباري و الذي تم بثه في اليابان بين يناير ومارس 2007 على قناة بي إس- آي ، و مكون من اثنتي عشرة حلقة .

## القصة
تدور أحداث القصة حول حياة فتاتين مراهقتين الأولى تدعي سوميري تاكاهانا و هي فتاة عادية تدرس في أكاديمية شيروجيني و هي ثانوية للفتيات فقط سوميري تواجه صعوبة في التواصل مع الناس. كل يوم بعد المدرسة ، تذهب إلى متجر غامض يسمى فينوس فانجارد أو طليعة فينوس . وهو شركة صغيرة مخفية تبيع الملابس والمجوهرات القوطية فتلتقى بالبطلة الثانية للقصة لوتشيا ناهاشي عندما اكتشفت سوميري سر لوتشيا الغامض حيث أنها عضوة في مجموعة طليعة فينوس أو فينوس فانغارد ، وهي مجموعة يقودها والد لوتشيا بالتبني سويتشيرو ومساعدته ، لولا الصغيرة. و مهمة طليعة فينوس الأساسية هي مطاردة نوع الشياطين التي تسمى "بالفيروسات"
الفيروسات هي شياطين تمتص أرواح البشر (خاصة أولئك الذين يمكنهم رؤيتها) ، فهي قادرة على التحول وجعل أولئك الذين يأخذون أرواحهم يخضعون لتحولات. الهدف الأول لوحوش الظلام أو الفايروسات هذه هو تدمير البشرية و صنع عالم جديد. عدد قليل جدا من البشر قادرون على إدراك وجود هذه المخلوقات ، لكن سوميري قادرة على رؤيتها بعد وخز نفسها ببروش غامض وجدته. حيث تتلقى مجموعة طليعة فينوس طلبات المساعدة من الأشخاص الذين تطاردهم هذه الفيروسات ، والتي تهاجم البشر الذين يمكنهم رؤية الوحوش ، لأكل أرواحهم وتحويلهم إلى واحد منهم.
أثناء قبولهم للوظائف من الأشخاص الذين يجدون كتيب طليعة فينوس ، فإنهم يقاتلون "الفيروسات"، بينما يبحثون عن الأصول و الدوافع الحقيقية للشياطين حيث تجد لوتشيا أن سوميري أكثر فائدة بكثير مما تبدو عليه . ومع ذلك ، أثناء قتالهم للفيروسات ، يدركون أن هناك شيئا وراءهم يتلاعب بهم.

## الشخصيات

### الشخصيات الاساسية
سوميري تاكاهانا (باليابانية : 鷹花 スミレ تُنطق باليابانية : تاكاهانا سوميلي)
أداء صوتي: مينوري تشيهارا ( الانمي ) ، رينا ساتو ( قرص الدراما الاول )

سوميري تاكاهانا هي طالبة في أكاديمية للفتيات تسمي أكاديمية شيروجيني و هي أحدث عضوة في طليعة فينوس، فعلى الرغم من خوفها من الشياطين المسماة بالفيروسات و فهي لديها قدرة خارقة حيث هي قادرة على رؤية الأشباح ، حتى عندما كانت طفلة ساعدت لوسيا كثيرًا، اكتشفوا في النهاية أنه عندما يتفاعل جسدها مع المادة الكيميائية الخاصة المستخدمة لهزيمة الفيروسات (أو ما يسمى باللقاح)، فإنها تتحول إلى "وضع الهائجة "، أو مضاد فيروسات حي بهذه القدرة الغريبة، تصبح أقوى و أعنف، و قادرة على هزيمة الفيروسات بيديها المجردة ، ولكن عندما تكون تحت تأثير هذه القوة ، لا تستطيع التمييز بين الصديق و العدو ، على الرغم من أنها تتعلم على مدار السلسلة كيفية التحكم في قواها. لديها مشاعر تجاه يوشيكي، و هو الصبي الذي التقت به في الحديقة.
لوتشيا ناهاشي (باليابانية : 名橋 ルチア تُنطق باليابانية : ناهاشي روتشيا)
أداء صوتي: أياهي تاكاجاكي ( الأنمي ), هيتومي ناباتامي (قرص الدراما الأول )
لوتشيا هي فتاة قوية و تقود المعارك ضد الفيروسات جنبًا إلى جنب مع الأعضاء الآخرين في طليعة فينوس ، و تتنكر في زي الفتيات القوطيات حيث قد أقسمت على محاربة و قتل جميع الفيروسات . يبدو عليها ملامح القسوة و البرودة ، لكن هذه التعابير تظهر في المانجا أكثر بكثير مما تظهر في الأنمي. عينها اليسرى تملك قوة غامضة ، فعلى الرغم من أنها تغطيها دائمًا برقعة عين . فإن استخدام قوتها له تأثير سيئ عليها فهو يرهقها بشدة ، لكنه غالبًا ما يحمل تأثيرًا كارثيًا على عدوها بعدة طرق. ذراعها اليسرى منقوش عليه رمز السحر الذي نقشه والدها لها . وفقًا لسوميري ، غالبًا ما تبعث من لوتشيا رائحة ورود باهتة ، و هي ذكرى صغيرة من ماضيهما المتشابك. إنها تدخن في المانجا لكن لم يظهر هذا في الأنمي .
سوتشيرو ناهاشي (باليابانية : 名橋 総一郎 يُنطق باليابانية : ناهاشي سوتشسرو)
أداء صوتي: جوروتا كوسوجي ( الأنمي ) ، تاميو أوكي (قرص الدراما الأول )

يعد سويتشيرو هو والد لوتشيا بالتبني و الوصي عليها ، حيث يحبها كابنته الحقيقية تمامًا (كذلك تبادله لوتشيا نفس المشاعر ) . قبلما تولد لوتشيا ، سويتشيرو درس علوم السحر ليصبح ساحرًا , برفقة ليليث و لوسيف و هما والداي لوتشيا الحيويان الحقيقان فهما أباها و أمها و وقع في حب ليليث لكنه رفض هذه المشاعر تجاه الأخيرة لأنه علم أنها تحب لوسيف
لولا (باليابانية : ローラ تُنطق باليابانية : رورا)
أداء صوتي: أيومي تسوجي
لولا هي فتاة شقراء غامضة تعيش مع لوتشيا و سويشيرو. هي تحب الشوكولاتة و غالبًا ما تُرى وهي تأكلها. لديها توأم تُدعى ليلى و في الأنمي لا يبدو أن أيًا منهما يتقدم في السن لأنهما دمى بلا روح تم صنعها بواسطة لوسيف ومعلم سويشيرو؛ في المانجا هن فتيات يتيمات لديهن رابط توارد خواطر مع بعضهن البعض. إنها شخصية رئيسية منذ البداية في الأنمي، لكنها لم تظهر في المانجا حتى المجلد الرابع. و في الدبلجة الإنجليزية من الأنمي تدعى "لورا "
يوشيكي كوساناجي (باليابانية : 草薙 与識 يُنطق باليابانية : كوساناجي يوشيكي)

أداء صوتي: كيوتاكا فوروشيما
يوشيكي هو شاب قد ألتقت به سوميري في يوم من الأيام في الحديقة بينما كان يقرأ كتابًا . بعد عدة لقاءات بينهم بدء الأثنان في تبادل الكتب للقراءة لكن يوشيكي بدء يقع في حب سوميري . في الأنمي يتم الكشف أنه ساحر يتبع لوسيف يدعي أيون مهمته في الأصل هي سرقة قوى سوميري لكنه توقف لأنه بدء يهتم بها ، و بالتالي لقد خان لوسيف لكن لوتشيا قد قتلته دون أن تعلم بخيانته للوسيف
في المانغا أيون هو مشعوذ سيطر على لوسيف و بعد ذلك سيطر على يوشيكي

## الميديا

### المانغا
المانغا من تأليف المانغاكا أتسوشي سوزومي و تم نشرها لأول مرة في 27 يونيو 2005 في مجلة الشونين مانغا التابعة لشركة آكسي ميديا وركس دينجيكي كوميك جاو ! . توقفت مجلة دينجكي كوميك غاو ! عن نشر السلسلة في 27 فبراير 2008 بسبب توقف نشر المجلة ، لكن شركة آكسي ميديا وركس عن أستمرار نشر المانغا في مجلة دينجيكي دايوه في الفترة بين 21 مارس 2008 حتى 26 يوليو 2008 .  تم إصدار 8 مجلدات تانكوبون في اليابان. تم ترخيص المانغا باللغة الإنجليزية من قبل شركة سيفين سيز انترنينمنت في أمريكا الشمالية و البلدان الناطقة بالإنجليزية . تم إصدار المجلد الأول في يوليو 2007. 
تم أيضًا نشر المانغا أيضًا في تايوان وهونج كونج بواسطة شركة كودوكاوا ميديا الصين بترجمة صينية ،  و في كوريا الجنوبية بواسطة شركة ساميانغ بابليش باللغة الكورية ،  في إيطاليا بواسطة جي- بوب إيديتسيوني باللغة الإيطالية ،  في فرنسا بواسطة سولي بروديكسيو Soleil Productions باللغة الفرنسية ،  في إسبانيا بواسطة نورما إيديتورال باللغة الإسبانية ،  في فيتنام بواسطة دار كيم دونغ للنشر باللغة الفيتنامية ،  وفي ألمانيا بواسطة كارلسن فيرلاغ باللغة الألمانية . 
 

### قرص الدراما
تم إصدار قرص مضغوط درامي يعتمد على سلسلة المانجا لأول مرة في اليابان في الـ25 أكتوبر لسنة 2006 م من إنتاج شركة فورنتير وركس . يحتوي القرص المضغوط على خمسة مسارات صوتية و الطاقم الذي أدى أصوات الشخصيات مختلفًا عن ذلك المستخدم في الأنمي.  و تم إصدار قرص درامي ثانٍ في الـ4 من أبريل لسنة 2007 من إنتاج شركة لاتينيس . 

### أنيمي
تم تحريك مسلسل تلفزيوني من الرسوم المتحركة بواسطة Studio Hibari ، من إخراج Shinichiro Kimura ، وتم بثه في اليابان بين 11 يناير و29 مارس 2007 على شبكة BS-i ، ويحتوي على اثنتي عشرة حلقة. أصبح الأنمي متاحًا في نوفمبر 2007 على إعداد الفيديو حسب الطلب لشبكة Anime Network . تم ترخيص الأنمي في الأصل بواسطة ADV Films للتوزيع في أمريكا الشمالية، ولكن في يوليو 2008، أصبح الأنمي واحدًا من أكثر من ثلاثين عنوان ADV تم نقلها إلى Funimation Entertainment .  قامت شركة ADV Films أيضًا بترخيص إصدار Venus Versus Virus في ألمانيا ، ولكن تم تعليق أقراص DVD.   ستصدر MVM Entertainment المسلسل التلفزيوني على المنطقة 2 DVD في 30 مايو 2022 بتنسيق NTSC الأصلي في المملكة المتحدة.

#### الموسيقى
الشارة الافتتاحية للأنمي هي "Bravin 'Bad Brew" من غناء ريريكا Riryka، و شارة النهاية هي "Shijun no Zankoku" و هي غناء يوسي تيكوكو . و الموسيقى التصويرية الأصلية للأنمي هي موسيقى خلفية من تأليف هيكارو ناناسي . تم إصدار الموسيقى التصويرية في 25 أبريل 2007  و تم إصدار قرص مضغوط صوتي يحتوي على أغاني و مونولوجات تضم أربعة من الممثلات الصوتيات من الأنمي، و ذلك في 21 مارس 2007 
الاصوات الاصلية
| #   | عنوان                                                               | المدة |
| --- | ------------------------------------------------------------------- | ----- |
| 1.  | "Awake أستيقظ"                                                      | 1:38  |
| 2.  | "Bravin' Bad Brew (TV size) شراب الجسور السيء ( النسخة التلفازية )" | 1:30  |
| 3.  | "Key and Door مفتاح و باب"                                          | 1:40  |
| 4.  | "Lucia لوسيا"                                                       | 1:52  |
| 5.  | "Shoot Virus صوب على الفيروس"                                       | 1:38  |
| 6.  | "Heart of Pain قلب الألم"                                           | 1:49  |
| 7.  | "Tense توتر"                                                        | 1:39  |
| 8.  | "Sumire I سوميري (1)"                                               | 1:54  |
| 9.  | "School Life حياة المدرسة"                                          | 1:26  |
| 10. | "Classmates زملاء الدراسة"                                          | 1:18  |

الألبومات الصوتية لشخصيات فينوس ضد الفايروس 
| #   | عنوان | المدة |
| --- | --- | ----- |
| 1.  | "Watashi ga Iru Sekai (私がいる世界، حر. "عالمي")" (غناء أياهي تاكاغاكي)                                                 | 1:09  |
| 2.  | "inner world العالم الباطني" (غناء أياهي تاكاغاكي)                                                                       | 4:23  |
| 3.  | "Watashi ni Dekiru koto... (私にできること…، حر. "أستطيع...")" (غناء مينوري تشيهارا)                                     | 1:31  |
| 4.  | "Only Lonely Rain المطر وحده فقط" (غناء مينوري تشيهارا)                                                                  | 4:06  |
| 5.  | "Madamada ne (マダマダね) إنها مادامادا" (غناء أيومي تسوجي)                                                              | 1:00  |
| 6.  | "Girls Versus Chocolate! (ガールズ ヴァーサス チョコレート!) الفتيات ضد الشكولاتة" (غناء أيومي تسوجي)                    | 3:28  |
| 7.  | "Itsumo Soba ni Iru kara ne (いつも側にいるからね، حر. "لأني دومًا معك)" (غناء ساكورا نوغاوا)                             | 0:51  |
| 8.  | "Yuuyake-iro ga Yondeiru (夕焼け色が呼んでいる، lit. "اللون يدعى 'غروب'")" (غناء ساكورا نوغاوا)                          | 3:41  |
| 9.  | "Tomo ni Ayumitai (ともに歩みたい، حر. "لنسير معًا")" (غناء أياهي تاكاغاكي و مينوري تشيهارا)                              | 1:30  |
| 10. | "Yami no Kagi Hikari no Tobira (闇の鍵 光の扉، حر. " مفتاح الظلام ، باب النور ")" (غناء أياهي تاكاغاكي و مينوري تشيهارا) | 3:09  |

بمجموع 24 دقيقة و 52 ثانية
1. ↑  In volume 1 of the original manga, Venus Versus Virus is sometimes referred to as simply V.V.V., while كاتاكانا only appears as فوريغانا  [لغات أخرى]‏, or a pronunciation aid, to the English title.